# Världsmästerskapen i orientering 1995
Världsmästerskapen i orientering 1995 hölls den 15-20 augusti 1995 i Detmold i förbundslandet Nordrhein-Westfalen i Tyskland.

## Medaljörer

### Herrar

#### Klassisk distans
1. Jörgen Mårtensson, Sverige 1.30.19
2. Janne Salmi, Finland 1.32.04
3. Carsten Jørgensen, Danmark 1.33.38

#### Kortdistans
1. Juryj Omeltjenko, Ukraina 30.25
2. Jörgen Mårtensson, Sverige 31.31
3. Bjørnar Valstad, Norge 31.36

#### Stafett
1. Schweiz (Alain Berger, Daniel Hotz, Christian Aebersold, Thomas Bührer) 3.34.21
2. Finland (Keijo Parkkinen, Reijo Mattinen, Timo Karppinen, Janne Salmi) 3.35.43
3. Sverige (Lars Holmqvist, Jimmy Birklin, Johan Ivarsson, Jörgen Mårtensson) 3.35.51

### Damer

#### Klassisk distans
1. Katalin Oláh, Ungern 1.05.50
2. Yvette Hague, Storbritannien och Eija Koskivaara, Finland 1.08.39

#### Kortdistans
1. Marie-Luce Romanens, Schweiz 28.55
2. Yvette Hague, Storbritannien 29.16
3. Marlena Jansson, Sverige och Anna Bogren, Sverige 29.29

#### Stafett
1. Finland (Kirsi Tiira, Reeta-Mari Kolkkala, Eija Koskivaara, Annika Viilo) 2.50.33
2. Sverige (Anette Granstedt, Maria Gustafsson, Anna Bogren, Marlena Jansson) 2.52.11
3. Tjeckien (Petra Novotná, Mária Honzová, Marcela Kubatková, Jana Cieslarová) 2.53.06